# Hiro H4H
L'Hiro H4H, indicato anche come Idrovolante per la Marina Tipo 91 (九一式飛行艇?) in base alle convenzioni allora vigenti, fu un idrovolante a scafo centrale, bimotore monoplano ad ala alta, sviluppato in Giappone dall'ufficio tecnico dell'Undicesimo Arsenale Tecnico Aeronavale di Hiro nei primi anni trenta.
Introdotto nel 1933, venne impiegato nel ruolo di idropattugliatore marittimo dalla Dai-Nippon Teikoku Kaigun Kōkū Hombu, la componente aerea della Marina imperiale giapponese, nel periodo interbellico.

## Utilizzatori
Giappone
- Dai-Nippon Teikoku Kaigun Kōkū Hombu